# رجلة الزياتة
رجلة زِياتة أو رجلة الزياتة أو رجلة الزَيانة هي وادٍ،(1) بناحية الشبكة بقضاء النجف بمحافظة النجف، بالبادية العراقية غرب العراق.

## معنى الرجلة
الرِجلة في لهجة بادية العراق العربية هي الوادي ذو السيل الموسمي، قال الحازمي في كتابه الأماكن: "باب الرّجل و الرِّجَل‌: أمّا بكسر الرّاء و فتح الجيم: موضع بين الكوفة و فلج‌"، فقال حمد الجاسر تعليقاً عليه "و المعنى اللّغوي لكلمة الرّجل يفهم منه أنّه وصف، فالرّجلة: مسيل الماء أو منبت العرفج الكثير، و لهذا فهي كثيرة و لا تتميّز إلا بإضافتها إلى موضع معروف، و الرّجل شمال فلج (حفر الباطن) نحو الكوفة كثيرة؛ منها رجلة سعة الله، و رجلة زياتة ورجلة بريبر، بقرب شراف".

## الهوامش
- «1»: وذُكر في الدليل الجغرافي الأمريكي وخارطة درب زبيدة تهجئة (رجلة الزيانة).[1][6] وأنشئت لها مقالة منفردة في ويكيبيديا اللغة السيبوانية  والبعد بين موقعها وموقع زياتة 9 كيلومترات.